# Rasass-Spitze
Die Rasass-Spitze (auch Rasaß(er) Spitze und Piz Rasass) ist ein 2941 m s.l.m. hoher Gipfel der Sesvennagruppe in Südtirol. Als Ausweichs- und eisfreies Ziel im Tourengebiet der Sesvennahütte und aufgrund ihres umfassenden Panoramas ist ihre Ersteigung besonders von Schlinig her beliebt.

## Lage und Umgebung
Das Massiv der Rasass-Spitze wird im Westen vom Val d’Uina, im Norden vom Rojental, im Osten vom Zerzer Tal und im Südosten vom Schlinigtal begrenzt. Umliegende Gipfel sind der Griankopf (2896 m) im Norden, die (Innere) Seebödenspitze (2859 m) im Osten. Nach Süden fällt der Gipfel zu der weitläufigen Hochebene des Schlinigpasses (2309 m) ab. Der Südostgrat des Berges trägt als eigenständige Erhebung den Vernungkopf (2870 m). Ins Uina-Tal vorgeschoben ist die Gratschulter des Hahnenkamms / Craist’Ota (2884 m), auf der die Staatsgrenze zum Schweizer Kanton Graubünden verläuft. Der Gipfel liegt auf den Gemeindegebieten von Mals und Graun im Vinschgau. Im Kar östlich des Berges eingebettet, liegt auf 2698 m der Rasass-See, der eine besonders hohe Metallkonzentration aufweist. Deren Ursache wird im Auftauen eines Blockgletschers vermutet.

## Name
Der Name entstammt dem Alpenromanischen und kann auf das Lateinische supra saxum („über dem Fels [aufragend]“) zurückgeführt werden. Diesen Eindruck vermittelt der Anstieg durch das Val d’Uina.

## Anstiege

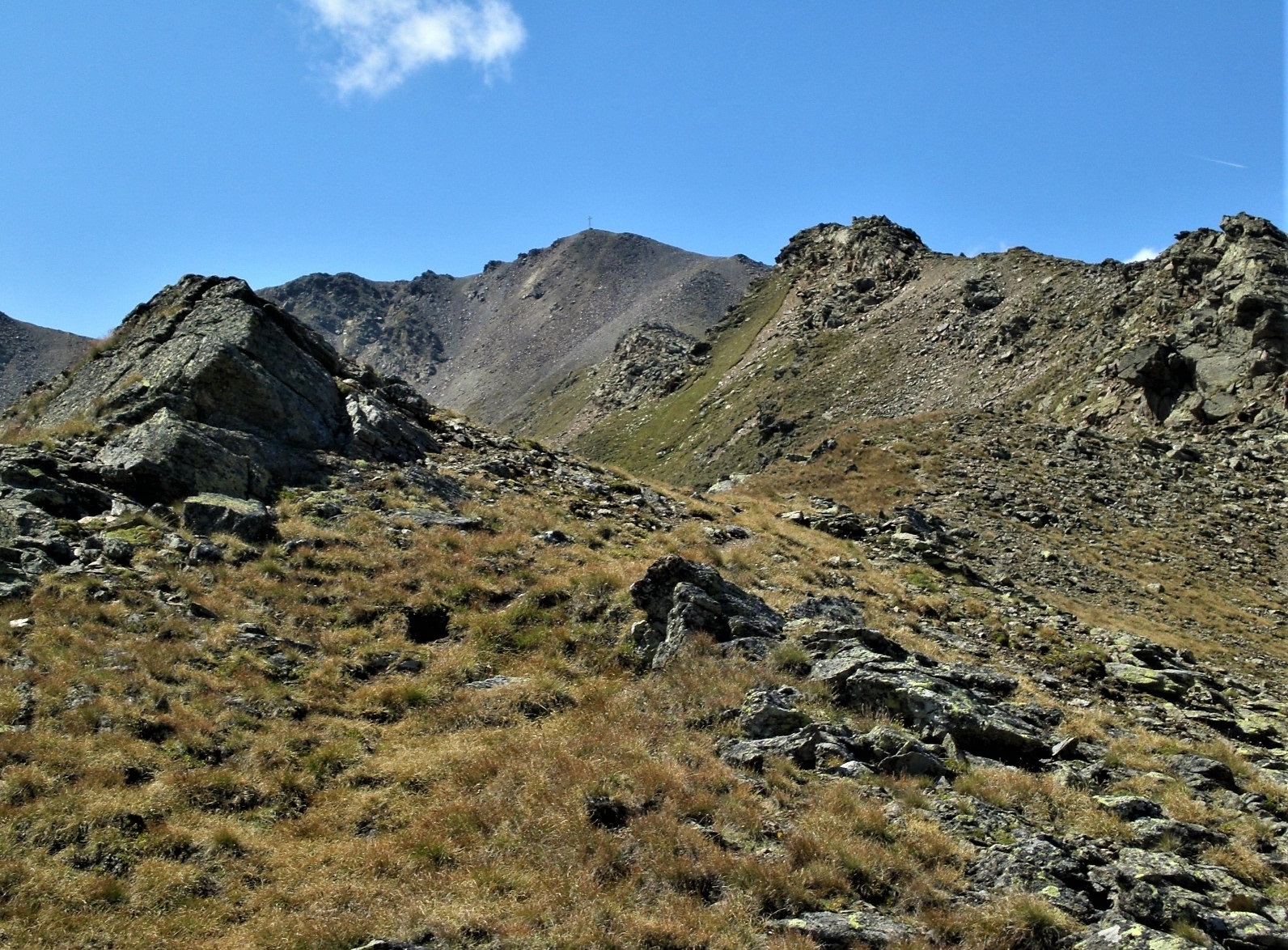
Auf dem Nordostgrat

Alle Anstiege sind aus alpinistischer Sicht als leicht und unschwierig einzustufen. Markierte, zum Teil bezeichnete Wege aus den umliegenden Tälern führen in 2 Stunden von der Sesvennahütte durch die Südflanke und anschließend kurz über den SO-Grat; in 3½ Stunden von Rojen durch die NO-Flanke und kurz über den NO-Grat; in 4 Stunden von Rojen über die Rasasser Scharte (2717 m), den NW-Grat und die Craist’ Ota; in 4 Stunden von der Brugger Alm in Zerz; von Schlinig in 3½ Stunden über das Mäuerl (2334 m) und nun unbezeichnet über den SO-Grat mit Überschreitung des Vernungkopfs (2870 m) weiter zum Gipfel. Überschreitungen zu anderen Gipfeln bieten der NW-Grat in 1 Stunde zum Griankopf (2896 m) und der lange, aber fast ebenmäßig verlaufende NO-Grat zur Seebödenspitze (2859 m). Beide Gratverläufe sind zwar teils felsdurchsetzt und erfordern Trittsicherheit, die Stellen können aber problemlos umgangen oder überschritten werden.
Eine beliebte Skitour führt von Rojen durch das Fallungtal und die NO-Flanke.